# 養父町 (兵庫県養父郡2004年)
養父町（やぶちょう）は、かつて兵庫県の中北部に存在した町。養父郡に属した。なお、本項では発足時の名称でもある明神町（みょうじんちょう）についても述べる。
2004年（平成16年）4月1日、養父郡4町の合併により養父市となったことで消滅した。

## 地理
北流する円山川の中流域を占める。

### 隣接していた自治体
- 養父郡八鹿町、大屋町
- 出石郡出石町
- 朝来郡和田山町、朝来町

## 歴史
- 1956年（昭和31年）9月30日 - 広谷町・建屋村が合併して明神町が発足。
- 1957年（昭和32年）3月31日 - 明神町が養父町を編入のうえ改称して養父町となる。
- 1959年（昭和34年）4月1日 - 朝来郡和田山町の一部（大字堀畑の一部）を編入。
- 2004年（平成16年）4月1日 - 八鹿町・大屋町・関宮町と合併して養父市が発足。同日養父町廃止。

## 合併後の旧町域地名
合併後、「養父町」という名称は使われなくなった。
- 例：養父郡養父町広谷 → 養父市広谷

### 養父町の地区・地域
養父町には、いくつかの地区がある。以下に地区と住所のおおよその関係を示す。ただし、中には正式な住所としては存在していないものもある。
- 米地地区 - 高中・山中・奥米地・中米地・鉄屋米地（かなやめいじ）・口米地
- 大塚地区 - 大塚のみ（米地地区と混同される場合あり）
- 養父市場地区 - 養父市場上（かみ）養父市場中（なか）養父市場下（しも）
- 大藪地区 - 大藪のみ
- 薮崎地区 - 上薮崎・薮崎
- 堀畑地区 - 堀畑・はさまじ峠（飲食店街）
- 広谷地区 - 広谷・上箇（あげ）
- 小城地区 - 小城のみ
- 上野地区 - 上野・東上野
- 十二所地区 - 十二所
- 浅野地区 - 浅野・伊豆・畑（はた）
- 左近山地区 - 左近山（さこやま）・玉見
- 建屋地区 - 建屋・餅耕地（もちごうち）・長野・能座
- 三谷地区 - 三谷・森・船谷

## 交通

### 鉄道路線
- JR西日本
  - 山陰本線：養父駅

### 道路
- 国道
  - 国道9号・国道312号（重複区間）
- 県道
  - 兵庫県道6号八鹿山崎線
  - 兵庫県道70号養父朝来線
  - 兵庫県道104号物部養父線
  - 兵庫県道136号浅野山東線
  - 兵庫県道255号上村養父線
  - 兵庫県道271号朝倉養父停車場線
  - 兵庫県道279号森大屋線